# りんくうインターチェンジ
りんくうインターチェンジ（りんくうインターチェンジ）は愛知県常滑市にある知多横断道路及び中部国際空港連絡道路のインターチェンジである。中部国際空港方面の料金所はりんくうTBを併設している。
2020年（令和2年）2月13日13時に第2出口が開通した。

## 道路
- E87 知多横断道路
- E87 中部国際空港連絡道路

## 料金所
半田中央JCT方面から来た場合、出口が2つに分かれている。従来の常滑市街方面への第1出口に加え、2020年にイオンモール常滑・りんくう常滑駅方面への最寄りとなる第2出口が追加された。

### 半田中央方面入口
- ブース数：2
  - ETC専用：1
  - 一般：1

### 半田中央方面出口（第1出口）
- ブース数：2
  - ETC専用：1
  - 一般：1

### 半田中央方面出口（第2出口）
- ブース数：2

中部国際空港方面の料金所はりんくうTBを参照。

## 接続する道路
- 愛知県道522号中部国際空港線（一般道部分）

## 周辺
- 中部臨空都市
- 名鉄空港線 りんくう常滑駅
- 常滑市役所
- 常滑競艇場
- イオンモール常滑
- コストコ 中部空港倉庫店
- めんたいパークとこなめ

## 隣
E87 知多横断道路
半田中央JCT/IC - 常滑IC - りんくうIC/TB
E87 中部国際空港連絡道路
りんくうIC/TB - セントレア東IC